# Coenotephria unicolor
Coenotephria unicolor là một loài bướm đêm trong họ Geometridae.